# Melanotaenia batanta
Melanotaenia batanta is een straalvinnige vissensoort uit de familie van de regenboogvissen (Melanotaeniidae). De wetenschappelijke naam van de soort is voor het eerst geldig gepubliceerd in 1998 door Allen & Renyaan.